# Майсурский университет
Майсурский университет (англ. University of Mysore) — государственный университет в г. Майсур, Индия. Основан в 1916 году. Ректор-основатель — Кришнараджа Водеяр IV. Майсурский университет — шестой по дате основания вуз в Индии и первый индийский вуз, основанный без участия британской колониальной администрации. В университете обучается более 50 000 студентов.

## Выпускники и преподаватели
- Соманахалли Маллайя Кришна
- Васудев, Джагги
- Рао, Чинтамани Нагеса Рамачандра
- Шастри, К. А. Нилаканта